# Patijn (geslacht)
Patijn (ook: Clotterbooke Patijn) is de naam van een Nederlandse familie die in de loop der eeuwen tal van bestuurders leverde.

## Geschiedenis
De stamreeks begint met Andries Patijn (Patin), de oude, geboren omstreeks 1553, poorter van Haarlem, brandewijnstoker en -verkoper in
de Spaarnewouderstraat aldaar, begraven in 1624. Zijn gelijknamige kleinzoon Andries Patijn (1652-1728) was roe dragende bode in die stad.
In 1910 werd het opgenomen in het genealogische naslagwerk Nederland's Patriciaat; heropname daarin volgde laatstelijk in 1964.

## Bekende telgen
Andries Patijn (1652-1728), roe dragende bode in Haarlem
- Johanna Patijn (1679-1757); trouwt 1701 Adriaan Steyn (1681-1734), raad, schepen en burgemeester van Haarlem
- ds. Daniel Patijn (1684-1737), predikant
  - mr. Gijsbert Adriaan Patijn (1721-1799), raad, schepen en burgemeester van Haarlem
  - mr. Johan Patijn (1723-1787), schepen en burgemeester te 's-Gravenhage
    - Johanna Magdalena Henrietta Patijn (1763-1844); trouwde in 1792 met mr. Casparus Clotterbooke (1741-1817), raad en schepen van Haarlem
    - Pieter Johan Daniel Patijn (1766-1838), schepen, secretaris, lid Rechtbank van eerste aanleg te 's-Gravenhage
    - Johan Jacob Patijn (1781-1865), luitenant-kolonel schutterij
      - Justus Everhard Louis Clotterbooke Patijn (naamstoevoeging K.B. dd. 16 febr. 1818, nr. 47) (1805-1833), stamvader van de tak Clotterbooke Patijn
        - Johannes Cornelis Clotterbooke Patijn, heer van Kloetinge (1832-1876), lid gemeenteraad van Utrecht
          - mr. Johan Jacob Clotterbooke Patijn, heer van Kloetinge (1859-1922), burgemeester van Zeist
            - Irmgard Marguérite Clotterbooke Patijn, vrouwe van Kloetinge (1896-1984); trouwde in 1923 met jhr. Herman Radermacher Schorer (1895-1979), dijkgraaf Groot Waterschap Bijleveld en de Meerndijk
              - jkvr. Jeanne Jacqueline Radermacher Schorer, vrouwe van Kloetinge (1932-2018); trouwde in 1955 met Jan Godfried Carel van Dijk van 't Velde (1920-2000), majoor b.d. cav., oud-intendant koninklijk paleis en particulier domein te Soestdijk, oud-intendant koninklijk paleis te Amsterdam, oud-thesaurier van prins Bernhard, kamerheer honorair van de koningin

          - Margaretha Cornelia Wilhelmina Clotterbooke Patijn (1862-1917), gehuwd met mr. Jacob Jan Lodewijk van Hangest baron d'Yvoy, advocaat-generaal bij de Hoge Raad

      - ds. Daniel Theodorus François Patijn (1807-1862), Nederlands-Hervormd predikant, laatstelijk te Voorburg
        - mr. Jacob Gerard Patijn (1836-1911), lid Provinciale Staten van Zuid-Holland, lid Tweede Kamer der Staten-Generaal, burgemeester van ‘s-Gravenhage (1882-1887), advocaat-generaal Hoge Raad der Nederlanden, Commissaris der Koningin in de provincie Zuid-Holland, staatsraad i.b.d.
          - mr. Rudolf Johan Hendrik Patijn (1863-1956), thesaurier-generaal Ministerie van Financiën, lid Provinciale Staten van Zuid-Holland, lid Tweede Kamer der Staten-Generaal, secretaris-generaal Ministerie van Buitenlandse Zaken, buitengewoon gezant en gevolmachtigd minister, staatsraad i.b.d.
            - Jacob Gerard Patijn (1894-), oud-consul der Nederlanden te München; trouwde in 1930 met Hetty Hanna Dèr Mouw [tot 1905: Teuntje Vink] (1900-), aangenomen dochter van de dichter dr. Johan Andreas Dèr Mouw (1863-1919)
            - Elisabeth Henriette Maria Patijn (1896-1982); trouwde in 1921 met Carel Johan baron van Asbeck (1891-1962), vice-admiraal
            - prof. dr. Constantijn Leopold Patijn (1908-2007), buitengewoon hoogleraar Leer der internationale politieke betrekkingen aan de Universiteit Utrecht, lid Tweede Kamer der Staten-Generaal, kamerheer i.b.d. van H.M. de Koningin
              - mr. Schelto Patijn (1936-2007), onder andere burgemeester van Amsterdam
                - Mariëtte Patijn (1966), lid Tweede Kamer der Staten-Generaal

              - mr. Jack Patijn (1939-2019), burgemeester
              - mr. Michiel Patijn (1942), onder andere staatssecretaris van Europese Zaken
              - ir. Wytze Patijn (1947), onder andere Rijksbouwmeester

            - dr. Rudolf Johan Hendrik Patijn jr (1909-1993), geoloog

          - Daniel Willem Hendrik Patijn (1865-1944)
            - dr. Jacob Hubert Patijn (1904-1982), secretaris-generaal van het Ministerie van Landbouw

          - mr. Jacob Adriaan Nicolaas Patijn (1873-1961), burgemeester van ‘s-Gravenhage (1918-1930), minister van Buitenlandse Zaken

Geslachten die opgenomen zijn in het sinds 1910 verschijnende genealogische naslagwerk Nederland's Patriciaat. Lijst volgens opgave van het CBG Centrum voor familiegeschiedenis.
A · B · C · D · E · F · G · H · I · J · K · L · M · N · O · P · Q · R · S · T · U · V · W · Y · Z